# Washington Redskins 1970
La stagione 1970 dei Washington Redskins è stata la 38ª della franchigia nella National Football League e la 33ª a Washington. Al capo-allenatore Vince Lombardi fu diagnosticato un cancro in fase terminale a giugno e morì a settembre. La squadra, affidata Bill Austin, ebbe un record di 6-8, terminando quarta nella NFC East e mancando i playoff per il 25º anno consecutivo. 

## Scelte nel Draft 1970
| Scelte dei Redskins nel Draft 1970 |        |                 |                  |                |
| Giro                               | Scelta | Giocatore       | Ruolo            | College        |
| 2                                  | 43     | Bill Brundige   | Defensive tackle | Colorado       |
| 4                                  | 103    | Paul Laaveg     | Tackle           | Iowa           |
| 5                                  | 114    | Manny Sistrunk  | Defensive tackle | Arkansas AM&N  |
| 5                                  | 121    | Danny Pierce    | Running back     | Memphis State  |
| 7                                  | 173    | Roland Merritt  | Wide receiver    | Maryland       |
| 7                                  | 178    | Jimmy Harris    | Cornerback       | Howard Payne   |
| 8                                  | 199    | Paul Johnson    | Defensive back   | Penn State     |
| 9                                  | 225    | Ralph Sonntag   | Tackle           | Maryland       |
| 11                                 | 277    | Mack Alston     | Tight end        | Maryland State |
| 12                                 | 303    | James Kates     | Linebacker       | Penn State     |
| 13                                 | 329    | Joe Patterson   | Tackle           | Lawrence       |
| 14                                 | 355    | Tony Moro       | Running back     | Dayton         |
| 15                                 | 381    | Vic Lewandowski | Center           | Holy Cross     |
| 16                                 | 407    | Steve Bushore   | Wide receiver    | Emporia State  |
| 17                                 | 433    | Earl Maxfield   | Defensive tackle | Baylor         |

## Roster
| Roster dei Washington Redskins nel 1970 |
| --- |
| Quarterback - 9 Sonny Jurgensen - 13 Frank Ryan Running Back - 43 Larry Brown - 26 Bob Brunet - 32 Henry Dyer - 31 Charlie Harraway FB - 40 Dave Kopay - 19 Danny Pierce Wide Receiver - 28 Jon Henderson - 24 Bill Malinchak - 47 Walter Roberts - 42 Charley Taylor Tight End - 81 Mack Alston - 88 Pat Richter - 87 Jerry Smith Offensive Linemen - 51 John Didion C - 52 Gene Hamlin C - 56 Len Hauss C - 71 Terry Hermeling T - 73 Paul Laaveg G - 76 Walt Rock T - 66 Roy Schmidt G - 62 Ray Schoenke G - 74 Jim Snowden T - 75 Steve Wright T Defensive Linemen - 83 Bruce Anderson DE - 71 Frank Bosch DT - 77 Bill Brundige DT - 85 John Hoffman DE - 64 Manny Sistrunk DE - 78 Floyd Peters DT - 72 Joe Rutgens DT Linebacker - 55 Chris Hanburger - 86 Marlin McKeever - 53 Harold McLinton - 54 Tom Roussel - 67 Rusty Tillman Defensive Back - 46 Rickie Harris FS - 41 Mike Bass CB - 37 Pat Fischer CB - 23 Brig Owens S - 29 Ted Vactor Special Team - 4 Mike Bragg P - 5 Curt Knight K |
| Legenda - I rookie sono in corsivo. - Il primo ruolo è il principale mentre gli eventuali successivi indicano i ruoli secondari. - (IR) sta per Injured Reserve ed indica la lista ristretta per un solo giocatore infortunato che può tornare ad allenarsi dopo la settimana 6 e a rientrare in prima squadra dopo che questa ha giocato 8 partite. - (NF-Inj.) / (NF-Ill.) stanno rispettivamente per Non-Football Injured e Non-Football Illness ed indicano le liste dove viene inserito un giocatore che ha un infortunio o una malattia non dipendente dal football americano. - (PUP) sta per Physically Unable to Perform ed indica la lista dove viene inserito un giocatore mentre è in attesa di recuperare la condizione fisica. Nella stagione regolare dopo la sesta partita giocata dalla propria squadra, il giocatore ha tempo tre settimane per riprendere ad allenarsi, più tre settimane aggiuntive dal suo rientro agli allenamenti per rientrare in prima squadra.                |

## Calendario
| Stagione regolare |              |                        |           |        |                                 |          |         |
| Turno             | Data         | Avversario             | Risultato | Record | Stadio                          | Pubblico | Sintesi |
| 1                 | 20 settembre | at San Francisco 49ers | S 17–26   | 0–1    | Kezar Stadium                   | 34,984   | Recap   |
| 2                 | 27 settembre | at St. Louis Cardinals | S 17–27   | 0–2    | Busch Memorial Stadium          | 44,246   | Recap   |
| 3                 | 4 ottobre    | at Philadelphia Eagles | V 33–21   | 1–2    | Franklin Field                  | 60,658   | Recap   |
| 4                 | 11 ottobre   | Detroit Lions          | V 31–10   | 2–2    | RFK Stadium                     | 50,414   | Recap   |
| 5                 | 19 ottobre   | at Oakland Raiders     | S 20–34   | 3–2    | Oakland–Alameda County Coliseum | 54,471   | Recap   |
| 6                 | 25 ottobre   | Cincinnati Bengals     | V 20–0    | 3–3    | RFK Stadium                     | 50,414   | Recap   |
| 7                 | 1º novembre  | at Denver Broncos      | V 19–3    | 4–3    | Mile High Stadium               | 50,705   | Recap   |
| 8                 | 8 novembre   | Minnesota Vikings      | S 10–19   | 4–4    | RFK Stadium                     | 50,415   | Recap   |
| 9                 | 15 novembre  | at New York Giants     | S 33–35   | 4–5    | Yankee Stadium                  | 62,915   | Recap   |
| 10                | 22 novembre  | Dallas Cowboys         | S 21–45   | 4–6    | RFK Stadium                     | 50,415   | Recap   |
| 11                | 29 novembre  | New York Giants        | S 24–27   | 4–7    | RFK Stadium                     | 50,415   | Recap   |
| 12                | 6 dicembre   | at Dallas Cowboys      | S 0–34    | 4–8    | Cotton Bowl                     | 57,936   | Recap   |
| 13                | 13 dicembre  | Philadelphia Eagles    | V 24–6    | 5–8    | RFK Stadium                     | 50,415   | Recap   |
| 14                | 20 dicembre  | St. Louis Cardinals    | V 28–27   | 6–8    | RFK Stadium                     | 50,415   | Recap   |

Nota: gli avversari della propria division sono in grassetto.

## Classifiche
| NFC East            |    |    |   |      |     |       |     |     |     |
|                     | V  | S  | P | %    | DIV | CONF  | PF  | PS  | STR |
| Dallas Cowboys      | 10 | 4  | 0 | .714 | 5–3 | 7–4   | 299 | 221 | V5  |
| New York Giants     | 9  | 5  | 0 | .643 | 6–2 | 6–5   | 301 | 270 | S1  |
| St. Louis Cardinals | 8  | 5  | 1 | .615 | 5–3 | 6–5   | 325 | 228 | S3  |
| Washington Redskins | 6  | 8  | 0 | .429 | 3–5 | 4–7   | 297 | 314 | V2  |
| Philadelphia Eagles | 3  | 10 | 1 | .231 | 1–7 | 1–9–1 | 241 | 332 | V1  |

Note: I pareggi non venivano conteggiati ai fini della classifica fino al 1972.